# Friedrich Wurmböck
Friedrich Fritz Wurmböck (født 2. august 1903, død 26. november 1987) var en østrigsk håndboldspiller, som blandt andet deltog i OL 1936.
Han var en del af det østrigske håndboldlandshold, som vandt sølvmedalje. Han spillede i to kampe.